# Тонконіг сизий
{{#ifeq:0|0|{{#if:|{{#if:Poaglauca|[[]}}|}}}}
Тонконіг сизий (Poa glauca Vahl) — вид рослин із роду тонконіг (Poa) родини тонконогових (Poaceae).

## Загальна біоморфологічна характеристика

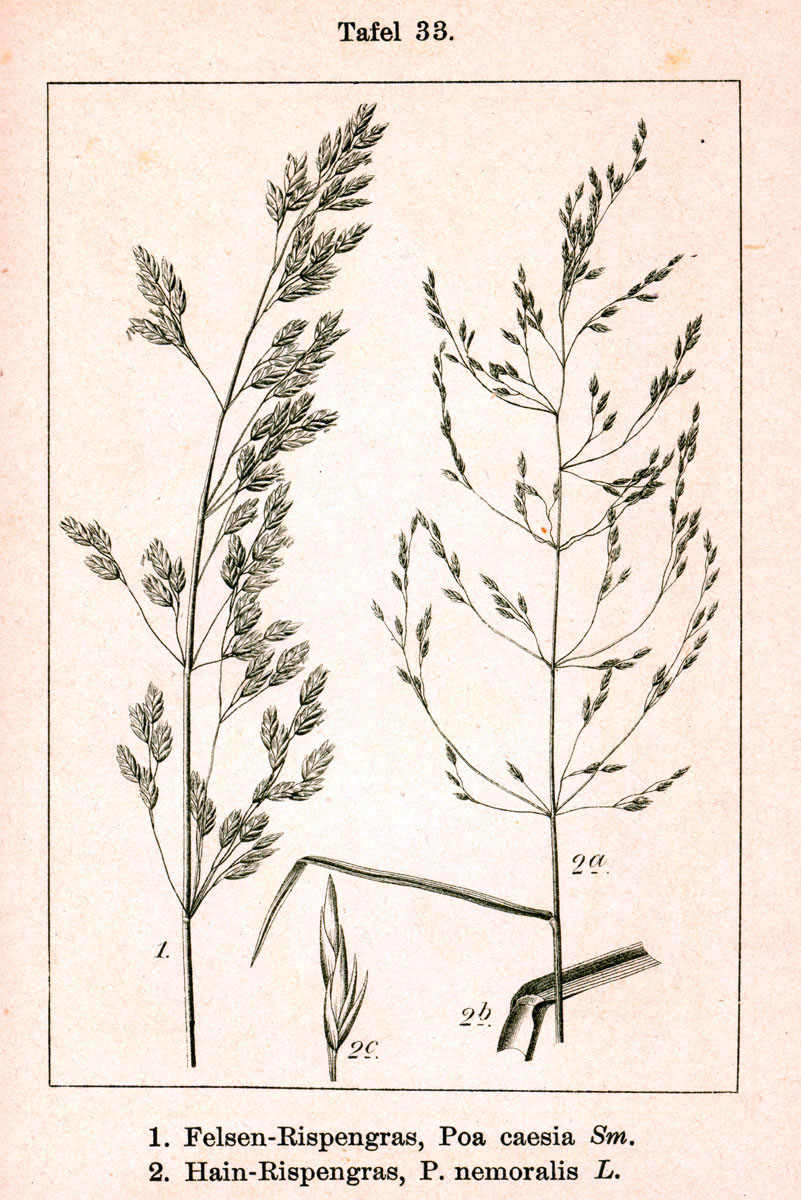
Ілюстрації Poa glauca Vahl (syn. Poa caesia Sm.) і Poa nemoralis L. у виданні 1796 року Йоганна Георга Штурма «Deutschlands Flora in Abbildungen» («Флора Німеччини в картинках»)

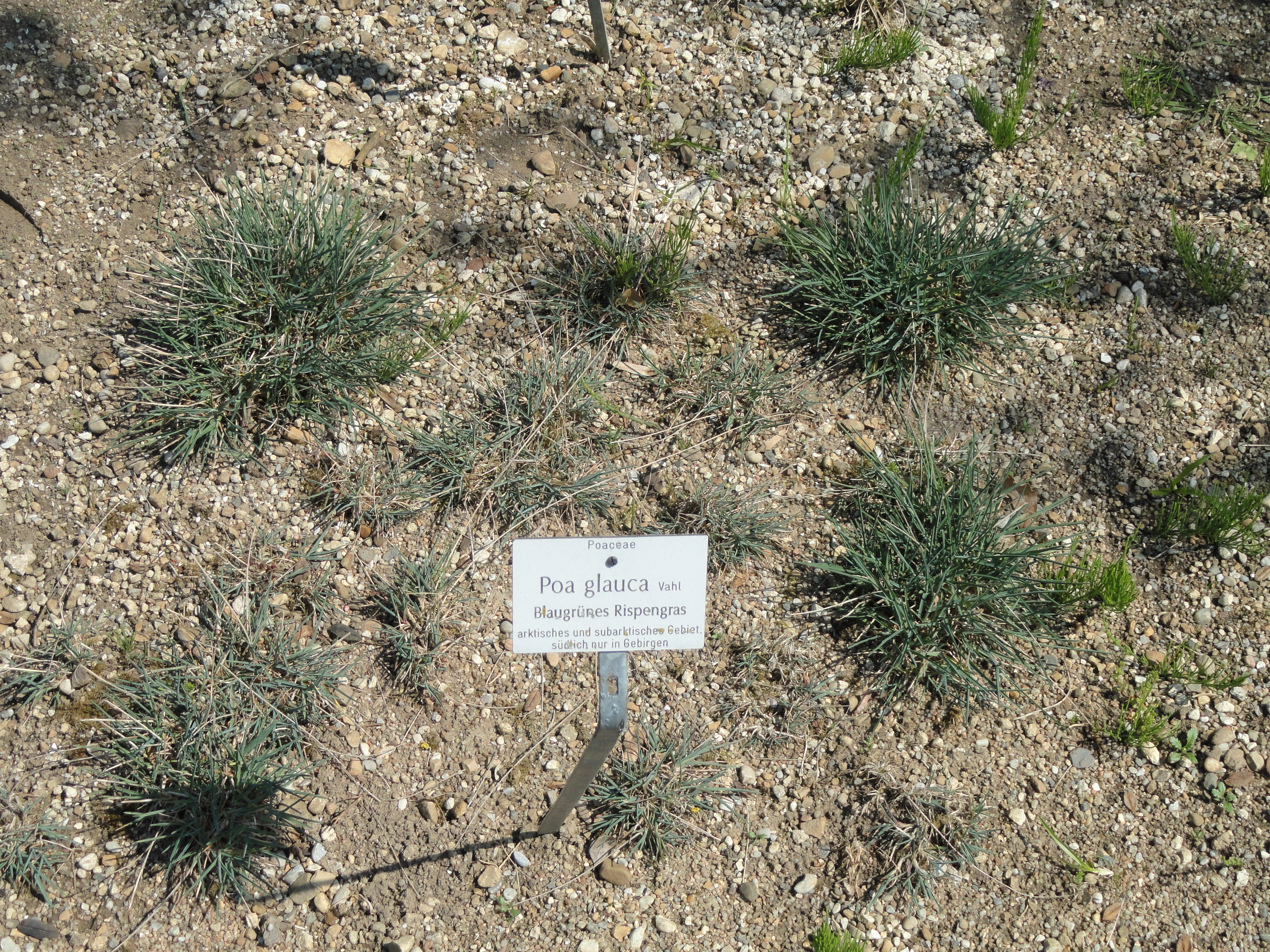
Тонконіг сизий в Ботанічному саду Мюнхена-Німфенбурга, Мюнхен, Німеччина

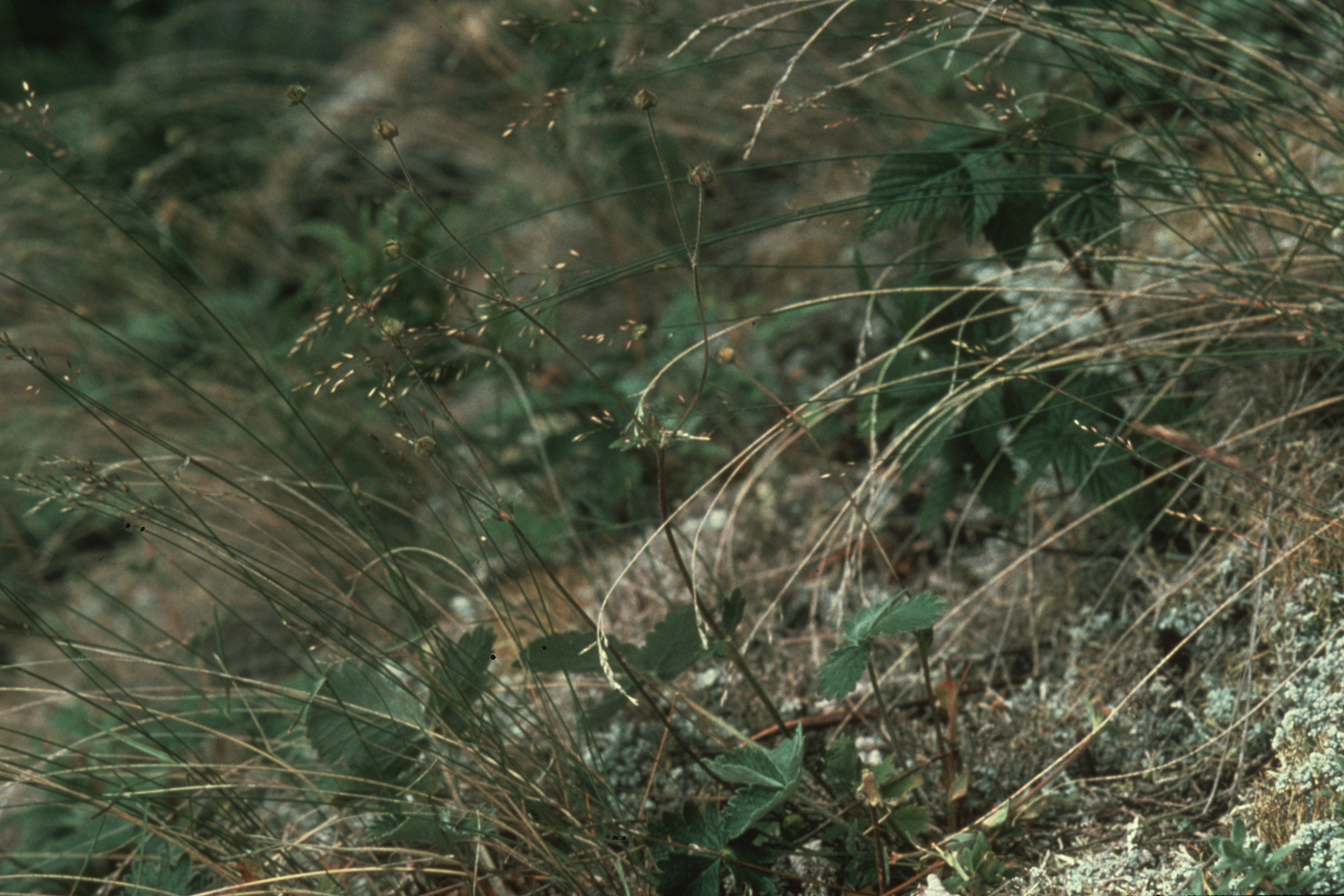
Potentilla nivallis і Poa glauca в природному середовищі

Багаторічний сизо-зелений злак, що утворює густі дерновини заввишки 5-40 (60) см. Листя завширшки 1-2 мм, короткі, жорсткі, зазвичай складені вздовж. Язичок довжиною 0,5-2 мм. Суцвіття — малоколоскова, розлога волоть, з гострошорохуватими гілочками, спрямованими вгору, рідше стиснута. Колоски завдовжки 3-8 мм. Вісь колоска гола або опушена. Нижня квіткова луска по кілю і жилкам, а іноді і між ними коротко опушена. Пучок довгих звивистих волосків на калусі добре розвинений. Запилення перехресне (вітрозапилення). Цвітіння і плодоношення — липень — серпень. Розмноження — насіннєве, вегетативне.
Число хромосом — 2n = 42,48-50,56,63,78.

## Поширення

### Природнийареал
- Африка
  - Північна Африка: Марокко
- Азія
  - Західна Азія: Іран
  - Кавказ: Азербайджан; Російська Федерація — Дагестан
  - Сибір: Росія — Алтайський край, Східний Сибір
  - Середня Азія: Казахстан; Киргизстан; Таджикистан
  - Монголія
  - Далекий Схід Росії
  - Китай: Сіньцзян, Тибетський автономний район
  - Індійський субконтинент: Пакистан
- Європа
  - Північна Європа: Фінляндія; Ісландія; Норвегія; Свальбард і Ян-Маєн; Швеція; Об'єднане Королівство
  - Середня Європа: Австрія; Польща; Швейцарія
  - Східна Європа: Росія — європейська частина; Україна
  - Південно-Східна Європа: Хорватія; Греція; Італія; Словенія
  - Південно-західна Європа: Франція
- Північна Америка
  - Субарктична Америка: Ґренландія; США — Аляска
  - Східна Канада: Ньюфаундленд, Нова Шотландія, Онтаріо, Квебек
  - Західна Канада: Альберта, Британська Колумбія, Манітоба, Саскачеван
  - Північний Схід США: Мічиган, Вермонт
  - Північний Центр США: Міннесота, Небраска, Північна Дакота, Південна Дакота, Вісконсин
  - Північний Захід США: Колорадо, Айдахо, Монтана, Вашингтон, Вайомінг
  - Південний Центр США: Нью-Мексико, Техас
  - Південний Захід США: Аризона, Каліфорнія, Невада, Юта

## Екологія
Зустрічається в кам'янистих, рідше піщаних тундрах, на кам'янистих схилах і скелях, осипах і галечниках, в Арктиці і на гольцях.

## Господарське значення
Кормова рослина. Використовується для альпінаріїв. Розмножується насінням і діленням кущів. Вимагає багато сонця і поживної проникною ґрунту.